# Marko Myyry
Marko Myyry (Kerava, 15 novembre 1967) è un ex calciatore finlandese, di ruolo difensore.

## Palmarès

### Individuale
- Calciatore finlandese dell'anno: 1

1991
- Calciatore finlandese dell'anno[2]: 1

1991